# Famille Yrjö-Koskinen
Yrjö-Koskinen est une famille de la noblesse de Finlande.

## Patronyme
Classement par ordre alphabétique du prénom
- Yrjö Sakari Yrjö-Koskinen (1830–1903), sénateur
- Yrjö Koskinen Yrjö-Koskinen (1854–1917), sénateur
- Eino Sakari Yrjö-Koskinen (1858–1916), député
- Aarno Yrjö-Koskinen (1885–1951), politicien
- Kaarlo Yrjö-Koskinen (1930–2007), ambassadeur
- Hannele Yrjö-Koskinen, directeur